# When Legends Rise
When Legends Rise è il settimo album in studio del gruppo musicale Godsmack, pubblicato il 27 aprile 2018 dalla BMG.

## Tracce
1. When Legends Rise – 2:52 (Sully Erna, John Feldmann)
2. Bulletproof – 2:57 (Erna, Erik Ron)
3. Unforgettable – 3:28 (Erna)
4. Every Part of Me – 3:20 (Erna, Feldmann)
5. Take It to the Edge – 3:15 (Erna, Ron)
6. Under Your Scars – 3:51 (Erna)
7. Someday – 4:44 (Erna)
8. Just One Time – 3:09 (Erna, Clint Lowery)
9. Say My Name – 3:38 (Erna)
10. Let It Out – 3:41 (Erna)
11. Eye of the Storm – 3:21 (Erna, Lowery, Ron)